# Pterogonium aureum
Pterogonium aureum là một loài Rêu trong họ Leucodontaceae. Loài này được (Brid. ex P. Beauv.) Schwägr. miêu tả khoa học đầu tiên năm 1811.